# Кулінда (село)
Кулі́нда (рос. Кулинда) — село у складі Олов'яннинського району Забайкальського краю, Росія. Входить до складу Ононського сільського поселення.

## Населення
Населення — 212 осіб (2010; 241 у 2002).
Національний склад (станом на 2002 рік):
- росіяни — 83 %